# Ligament plantaire long
Le ligament plantaire long (ou grand ligament de la plante ou ligament calcanéo-cuboïdo-métatarsien de Paturet) est un ligament de l'articulation transverse du tarse.

## Description
Le ligament plantaire long est le plus long des ligaments du tarse. C'est le feuillet superficiel du ligament calcanéo-cuboïdien plantaire. 
Il s'attache en arrière sur les processus médial et latéral de la tubérosité calcanéenne. Il adhère en avant sur la crête plantaire de l'os cuboïde. Il forme un pont au-dessous du sillon du tendon du muscle long fibulaire qu'il transforme en canal. Puis il se poursuit en trois ou quatre digitations qui se fixe sur les faces plantaires des bases des deuxième, troisième, quatrième et cinquième métatarsiens.
Le ligament plantaire long sépare les deux chefs du muscle carré plantaire.